# اسمایلی (تگزاس)
اسمایلی، تگزاس (به انگلیسی: Smiley, Texas) یک شهر در ایالات متحده آمریکا با جمعیت ۴۵۳ نفر است که در تگزاس واقع شده‌است.

## موقعیت جغرافیایی
موقعیت جغرافیایی شهرها و مناطق اطراف به شرح زیر است: